# Хан Аспарух (судно)
Хан Аспару́х — крупнейшее судно из когда-либо построенных в Болгарии, крупнотоннажный танкер. Дедвейт судна — 84947 тонн. Построен в 1976 году, списан в 2003-м.

## История
Строительство судна началось в ноябре 1974 года на Варненском судостроительном заводе имени Георгия Димитрова. Строительство осуществлялось по проекту Института кораблестроения (Варна), главный конструктор — Ташо Попов. 24 марта 1976 года танкер вышел из дока, а 3 ноября 1977 года над танкером поднят государственный флаг. Первым капитаном судна стал Видьо Видев. Судно вошло в состав Болгарского Морского Флота (БМФ).
Как выяснилось, государству не был нужен танкер такого размера (строительство начиналось в период повышенного спроса на крупнотоннажные танкеры, связанного с войной в Египте и закрытием Суэцкого канала) — и «Хан Аспарух» простаивал без дела, а позже сдали в аренду на два года французской фирме.
27 октября 2001 г. на судне начался пожар на выходе из Новороссийска с грузом в 80 035 тонн нефти. Пострадало 6 человек. 3 декабря 2003 г. совет директоров БМФ решил вывести судно из эксплуатации, в связи с тем, что танкер больше не отвечает современным требованиям (предстояло введение требования на двойной корпус). «Хан Аспарух» продали на металлолом в Индию.